# Australische dwergnachtzwaluw
De Australische dwergnachtzwaluw (Aegotheles cristatus) is een vogel uit de familie dwergnachtzwaluwen (Aegothelidae). Deze vogel komt voor op Nieuw-Guinea en in Australië.

## Kenmerken
Het verenkleed van deze vogel is grijs of roodbruin, met een karakteristieke zwarte koptekening. Dit is bij beide geslachten verschillend. De poten zijn goed ontwikkeld en hij heeft een lange, smalle staart. Het postuur heeft veel weg van een uil. De lichaamslengte bedraagt 21 tot 25 cm en het gewicht 35 tot 65 gram.

## Leefwijze
Deze nachtactieve insecteneter is een behendige vlieger en leeft in de bomen. Vanaf zijn zitplaats gaat hij op jacht naar insecten, zowel in de lucht als op de bodem.

## Verspreiding
Er zijn twee ondersoorten:
- A. c. cristatus (in zuidelijk Nieuw-Guinea en Australië)
- A. c. tasmanicus (Tasmanië)

## Status
De Australische dwergnachtzwaluw heeft een enorm groot verspreidingsgebied en daardoor alleen al is de kans op de status kwetsbaar (voor uitsterven) uiterst gering. De grootte van de populatie is niet gekwantificeerd, maar is algemeen in grote delen van het verspreidingsgebied en de aantallen zijn stabiel. Om deze redenen staat deze dwergnachtzwaluw als niet bedreigd op de Rode Lijst van de IUCN.

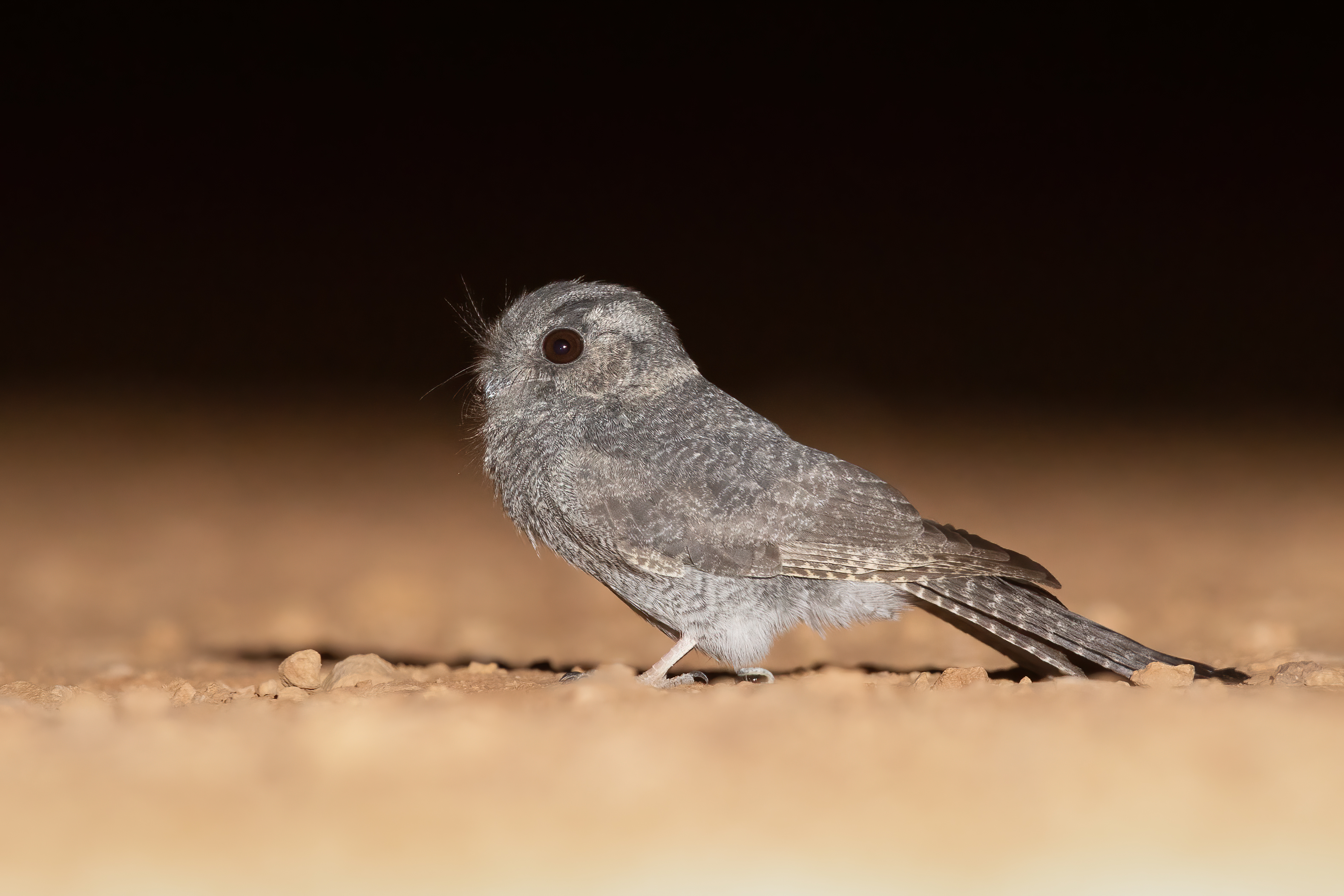